# Loupmont
 Loupmont  es una población y comuna francesa, en la región de Lorena, departamento de Mosa, en el distrito de Commercy y cantón de Saint-Mihiel.

## Demografía
| 124 | 108 | 90 | 96 | 103 | 88 |
| Para los censos de 1962 a 1999 la población legal corresponde a la población sin duplicidades (Fuente: INSEE [Consultar]) |     |    |    |     |    |